# Xanthorhoe tauaria
Xanthorhoe tauaria là một loài bướm đêm trong họ Geometridae.